# 359. komunikacijska brigada (ZDA)
359. komunikacijska brigada (izvirno angleško 359th Signal Brigade) je bila komunikacijska brigada Kopenske vojske Združenih držav Amerike.

## Odlikovanja
- Meritorious Unit Commendation